# Юридическа отговорност
Юридическата отговорност, среща се още и като правна отговорност, е специфична система от правоотношения, чрез които се реализира юридическа санкция.
Юридическата отговорност произтича от наличието на състав на правонарушение, със субекти, от една страна - по принцип - субект на правото, овластен от позитивното право да определя и/или да налага мярка на юридическата отговорност. Изразява се с определянето и реализирането на съответната конкретна юридическа мярка за отговорност (конкретизирана юридическа санкция), с което се постига ограничаване или лишаване на правонарушителя от съответни дадени блага (субективни права) или му се възлагат юридически задължения.
При определянето и налагането на юридическа отговорност, винаги имаме компетентен държавен орган, който определя конкретната мярка на отговорност, конкретния размер на санкциите на наказание. Втората страна винаги е правонарушителят. Съдържанието на юридическата отговорност включва правата и задълженията на двете страни. Държавният орган участва с конкретни права и задължения, очертаващи неговата компетентност да установи правонарушението и да наложи санкция. Правонарушителят също има права и задължения – право да се защитава, право да иска съразмерно и обосновано наказание, както и задължение да понесе наложените отрицателни последици, и т.н. Обект на юридическата отговорност са конкретните субективни права, които се ограничават или отнемат.

## Видове
Юридическата отговорност е родово 2 вида:
- наказателна в широк смисъл, включваща и
  - административнонаказателна;
  - дисциплинарна (трудовоправна);
- правовъзстановителна (обезщетителна), включваща
  - деликтна (обща) и
  - имуществена (гражданскоправна).